# Lalla Latifa Hammou
Lalla Latifa Hammou (Arabisch: للا لطيفة حمو;) (Khénifra, 1946 – Rabat (Marokko) 29 juni 2024) was de echtgenote van koning Hassan II van Marokko en de moeder van prinses Lalla Meryem, koning Mohammed VI, prinses Lalla Asma, prinses Lalla Hasna en prins Moulay Rachid. Ze had niet de titel van koningin. Lalla Latifa wordt ook wel Mère des enfants royaux genoemd, 'moeder van de koninklijke kinderen'.
Ze komt uit de Zaianes (ⵉⵥⴰⵢⵢⴰⵏ; iẓayyan) Berberstam en trouwde op 9 november 1961 met Hassan II. Na de dood van Hassan II trouwde ze in 2000 met de lijfwacht van haar overleden echtgenoot en voormalig hoofd van de beveiliging van het Koninklijk Paleis, Mohamed Mediouri.
In augustus 2022 werd ze ziek en opgenomen in het ziekenhuis in Frankrijk, waar ze bezoek kreeg van haar zoon Mohammed VI.
Lalla Latifa overleed op 29 juni 2024 op 78-jarige leeftijd.

## Onderscheidingen
- Orde van de Troon
- Orde van Isabella de Katholieke
- Nationale Orde van Verdienste (Frankrijk)